# Staat op!
Staat op!, Stand up! of Zhan qilai is een Standaardmandarijns lied dat speciaal voor de Olympische Zomerspelen in Peking geschreven is. Het is geschreven door Wang Pingjiu en de muziek is gecomponeerd door Shu Nan. Het lied werd onder andere gebruikt voor de film The One Man Olympics/一个人的奥运.
Het lied wordt gezongen door:
- Jackie Chan
- Wang Lee-Hom
- Stefanie Sun
- Hong Han

Zij komen uit de gebieden/landen Hongkong SAR, Taiwan, Singapore en Tibetaanse Autonome Regio (Volksrepubliek China).

## De tekst van het lied, invereenvoudigd Chinees
站起来，我的爱牵着山脉，奔跑才有了期待，起点写着我的未来，嗨呀, 嗨呀, 终点没有成与败；嗨呀
站起来，我的爱拥抱大海，超越不只是现在，跑过的精彩依然在，嗨呀, 嗨呀, 泪水是胜利感慨； 嗨呀
多少风雨的等待，穿越心灵彩虹告诉我的存在，
生命真实的喝彩，我和你的崇拜，希望看见英雄奇迹般色彩，
多少梦想的主宰，勇敢和我一起用心赢回真爱，
彼此距离不在，你和我的竞赛，站起来，终点没了起点也会在。

## De tekst van het lied, intraditioneel Chinees
站起來，我的愛牽著山脈，奔跑纔有瞭期待，起點寫著我的未來，嗨呀, 嗨呀, 終點沒有成與敗
站起來，我的愛擁抱大海，超越不只是現在，跑過的精彩依然在，嗨呀, 嗨呀, 淚水是勝利感慨； 嗨呀
多少風雨的等待，穿越心靈綵虹告訴我的存在，
生命真實的喝綵，我和你的崇拜，希望看見英雄奇蹟般色彩，
多少夢想的主宰，勇敢和我一起用心贏回真愛，
彼此距離不在，你和我的競賽，站起來，終點沒瞭起點也會在。

## De tekst van het lied, inpinyin
zhàn qǐlái，	wǒ	de	ài	qiān	jie	shān	mài，	bēn	pǎo	cái	yǒu	le	qī	dài，
qǐ	diǎn	xiě	jie	wǒ	de	wèi	lái，
hei ya, hei ya, 
zhōng	diǎn	méi	yǒu	chéng	yǔ	bài
zhàn qǐlái，	wǒ	de	ài	yǒng	bào	dà	hǎi，	chāo	yuè	bù	zhī	shì	xiàn	zài，
pǎo	guò	de	jīng	cǎi	yī	rán	zài，
hei ya, hei ya, 
lèi	shuǐ	shì	shèng	lì	gǎn	kài 
hei ya
duō	shǎo	fēng	yǔ	de	děng	dài，	chuān	yuè	xīn	líng	cǎi	hóng	gào	sù	wǒ	de	cún	zài，
shēng	mìng	zhēn	shí	de	hē	cǎi，	wǒ	hé	nǐ	de	chóng	bài，	xī	wàng	kàn	jiàn	yīng	xióng	qí	jī	bān	sè	cǎi，
duō	shǎo	mèng	xiǎng	de	zhǔ	zǎi，	zhǒng	gǎn	hé	wǒ	yī	qǐ	yòng	xīn	yíng	huí	zhēn	ài，
bǐ	cǐ	jù	lí	bù	zài，	nǐ	hé	wǒ	de	jìng	sài，zhàn qǐlái，	zhōng	diǎn	méi	le	qǐ	diǎn	yě	huì	zài。

## Vertaling
Staat op, mijn liefde beeldt de bergen uit, rennen heeft weer zin, het maakt me blij en geeft me hoop op de toekomst, hei ya, hei ya, het einde kent geen winnen en verliezen, hei ya;
Staat op, mijn liefde omhelst de grote zee, het gaat helemaal niet om de toekomst, het mooie gerende stuk is er nou eenmaal, hei ya, hei ya, tranen zijn het winnende gevoel, hei ya;
Hoeveel wind en regen er tijdens het wachten geeft, de regenboog in het hart waarschuwt me dat ik besta,
's Levens vaste kleuren, ik en jij aanbidden dat, de hoop ziet dat de heroïsche mirakels de kleuren aan het verplaatsen zijn,
Hoeveel dromen onze doelen hebben, moed gaat met mij de ware liefde winnen,
Het lijkt wel alsof afstand niet bestaat, jouw en onze competitie, staat op, het doel zonder plezier bestaat immers ook.